# Teudopsis
Teudopsis (лат.) — род вымерших головоногих моллюсков из отряда вампироморфов (Vampyromorpha). Известны по ископаемым гладиусам в отложениях тоарского яруса нижней юры. На спинной стороне гладиуса имеется хорошо развитый киль. Найдены в канадской провинции Альберта и Европе (Франции, Люксембурга, Германии, Словакии и Великобритании). Родственными родами являются Trachyteuthis и Glyphiteuthis. Представители рода обитали в платформенных морях.

## Классификация
В состав рода включают пять видов.
- Teudopsis bollensis Voltz, 1836
- Teudopsis bunelii Eudes-Deslongchamps, 1835
- Teudopsis cadominensis Hall et Neumann, 1989
- Teudopsis jeletzkyi  Riccardi, 2005
- Teudopsis subcostata (Münster, 1843)